# Die achte Todsünde: Gespensterjagd
Gespensterjagd ist ein deutscher Wirtschaftskrimi von Stephan Meyer zu einem Drehbuch von Dieter Meichsner aus dem Jahr 2001. Es handelt sich um den Pilotfilm der Kriminalfilmreihe Die achte Todsünde. Im April 2003 wurde mit Toskana-Karussell die Fortsetzung gesendet.

## Handlung
Die Europäische Gemeinschaft macht Verluste im Milliardenbereich durch illegalen Zigarettenschmuggel, in der Schweiz kämpfen sie um Absatzmärkte. Die Niederländerin Geena Kampendonk geht mit ihrer Behörde gegen den Zigarettenschmuggel vor.

## Hintergrund
Für Gespensterjagd wurde an vierundzwanzig Drehtagen an Schauplätzen in Hamburg und Málaga gedreht. Die Erstausstrahlung fand am 13. Juni 2001 auf Das Erste statt.

## Kritik
Der film-dienst merkte kritisch an: „Leider werden die komplexen Zusammenhänge allzu dialoglastig aufbereitet; die filmische Umsetzung bleibt statisch.“